# Espinalbet
Espinalbet es una localidad española del municipio de Castellar del Riu, perteneciente a la provincia de Barcelona, en la comunidad autónoma de Cataluña.

## Historia
A mediados del siglo XIX el lugar, por entonces con ayuntamiento propio, tenía contabilizada una población de 67 habitantes. La localidad aparece descrita en el séptimo volumen del Diccionario geográfico-estadístico-histórico de España y sus posesiones de Ultramar de Pascual Madoz de la siguiente manera:

ESPINALBET: l. con ayunt. en la prov., aud. terr. y c. g. de Barcelona (15 leg.), part. jud. de Berga (1), dióc. de Solsona: sit. entre montañas á la falda S. de una de ellas, con buena ventilacion y clima sano. Tiene 9 casas, poco dist. unas de otras, y algunas barracas; una igl. parr. (San Vicente), servida por un cura de primer ascenso y de provision real. El térm. confina con los de Castellar del Riu, Madrona, Coforp y Capolat; es bastante corto, y en él se encuentra el santuario de la Virgen de Corbera, sit. sobre la cima de la montaña en que se halla el pueblo; abunda de fuentes de buenas aguas, de las cuales nace el r. Melge, y sin embargo, no hay regadio porque estas aguas frias y fuertes prueban mal en este terreno montañoso, aunque es de buena calidad y poblado de bosques que dan leña para el combustible. Los caminos son locales y de herradura. prod.: trigo, patatas y maiz con escasez: cria algun ganado lanar, cabrio y vacuno. ind.: un molino de harina y conduccion de leña á Berga. pobl.: 15 vec. de catastro, 67 almas. cap. prod.: 268,800. imp.: 6,720.
(Madoz, 1847, p. 570)

En la actualidad pertenece al municipio de Castellar del Riu. En 2022 tenía empadronados 144 habitantes.

## Patrimonio
En la localidad hay una iglesia bajo la advocación de San Vicente.